# Ujście
Ujście (deutsch Usch, seit 18. Mai 1943 Usch (Kr. Kolmar, Wartheland)) ist eine Kleinstadt und Sitz einer Stadt-und-Land-Gemeinde in der Woiwodschaft Großpolen in Polen.

## Geographische Lage

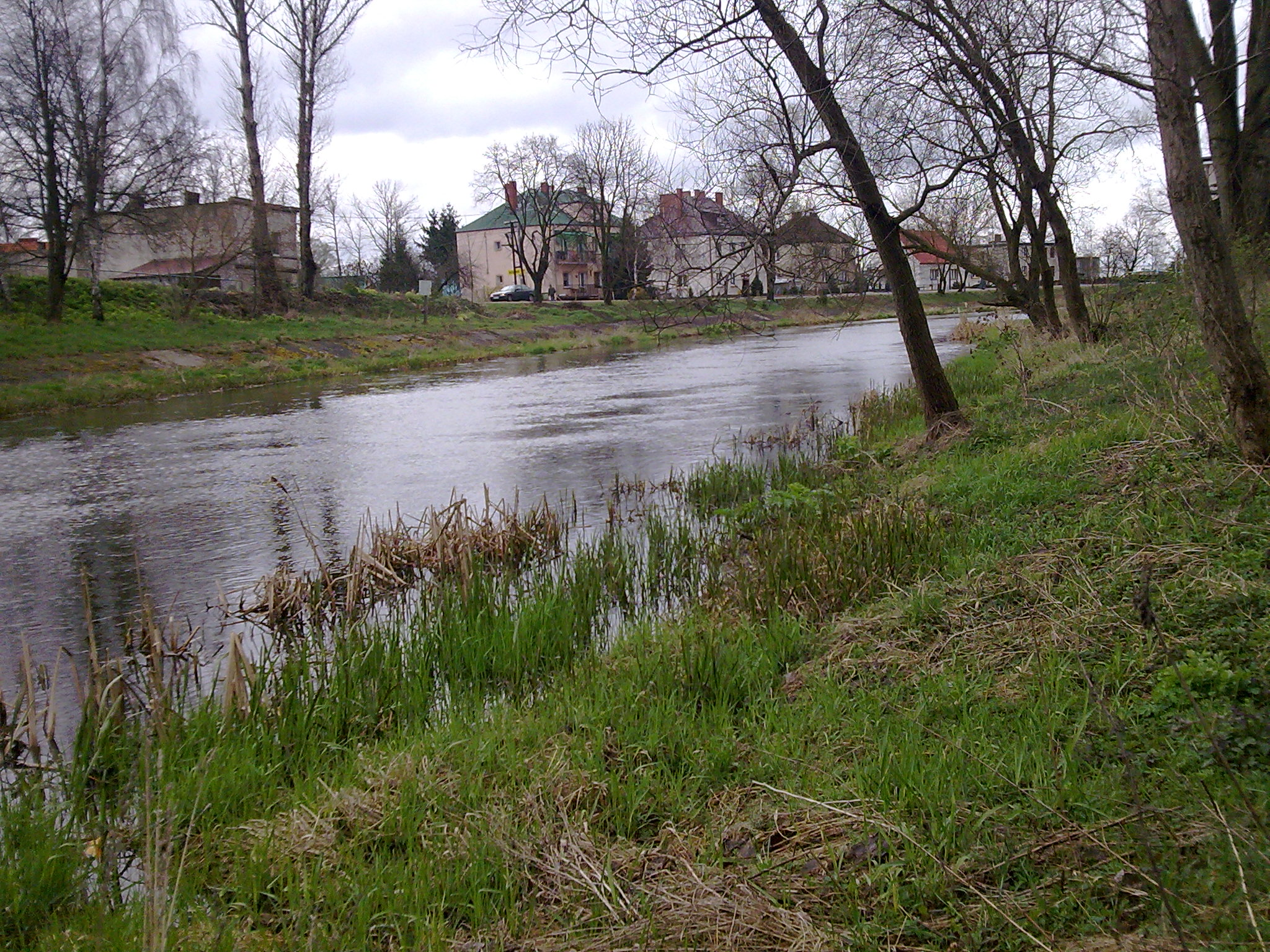
Fluss Netze bei der Stadt

Die Stadt liegt in der historischen Region Posen, am Südufer der Netze gegenüber der Mündung des Nebenflusses Gwda (Küddow), etwa zehn Kilometer südlich der  Stadt Piła (Schneidemühl). Die Kleinstadt ist fast von allen Seiten von Höhenzügen umgeben, und ihre Bauten liegen recht dicht an der Netze.

## Geschichte

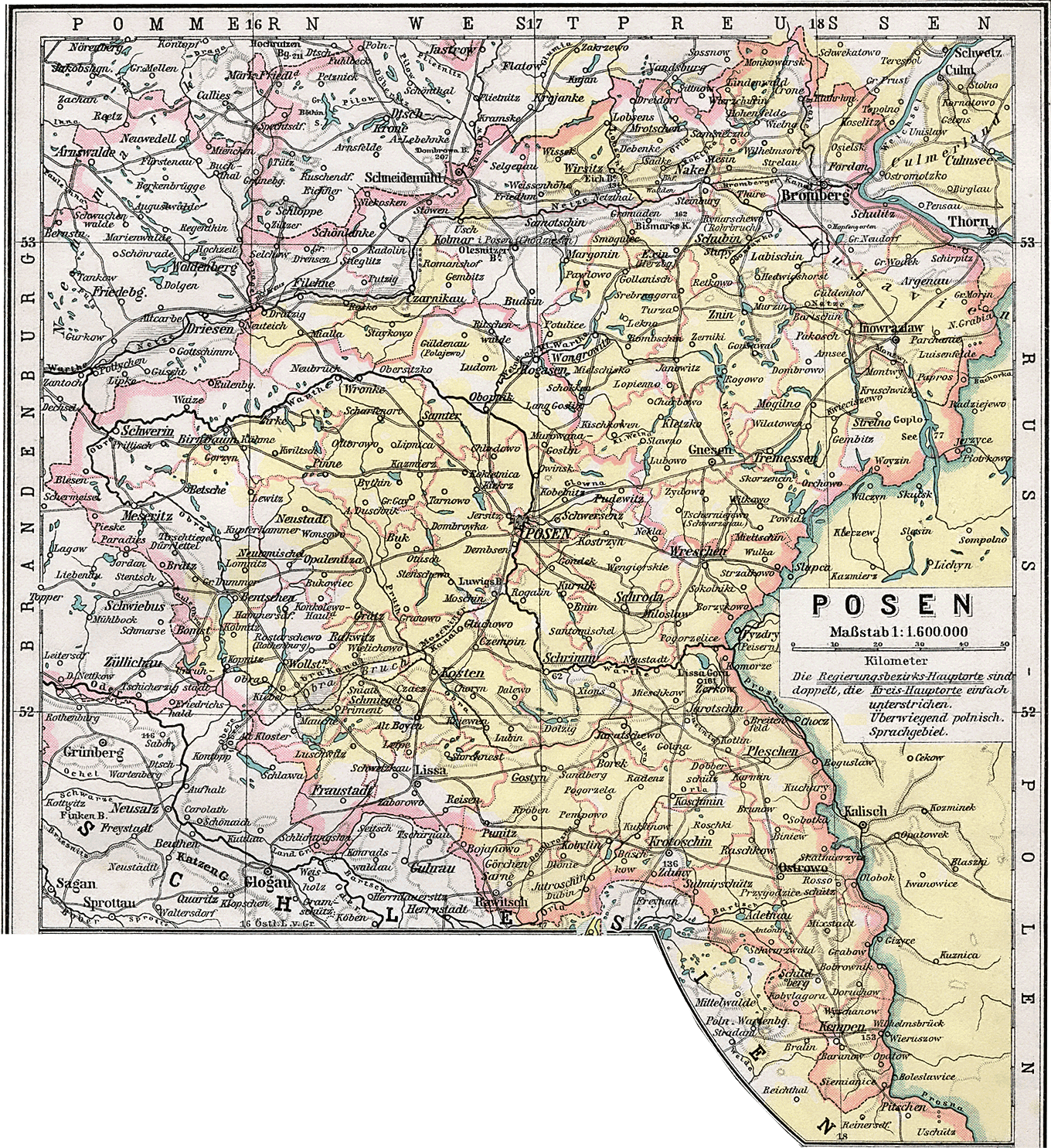
Usch am Südufer der Netze, zehn Kilometer südlich der Stadt Schneidemühl, auf einer Landkarte der Provinz Posen von 1905 (gelb markierte Flächen kennzeichnen Gebiete mit seinerzeit mehrheitlich polnischsprachiger Bevölkerung).

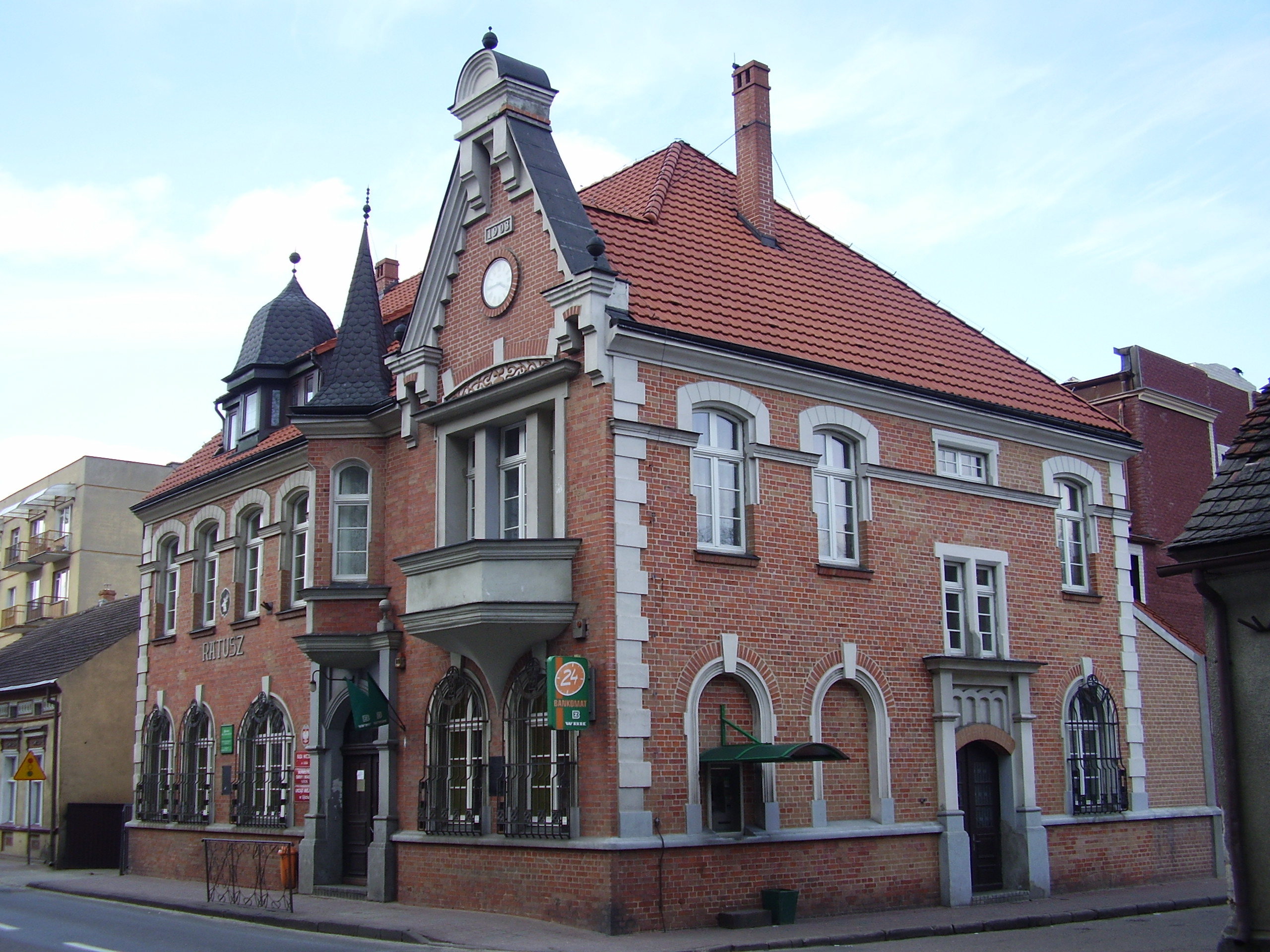
Rathaus (2008)

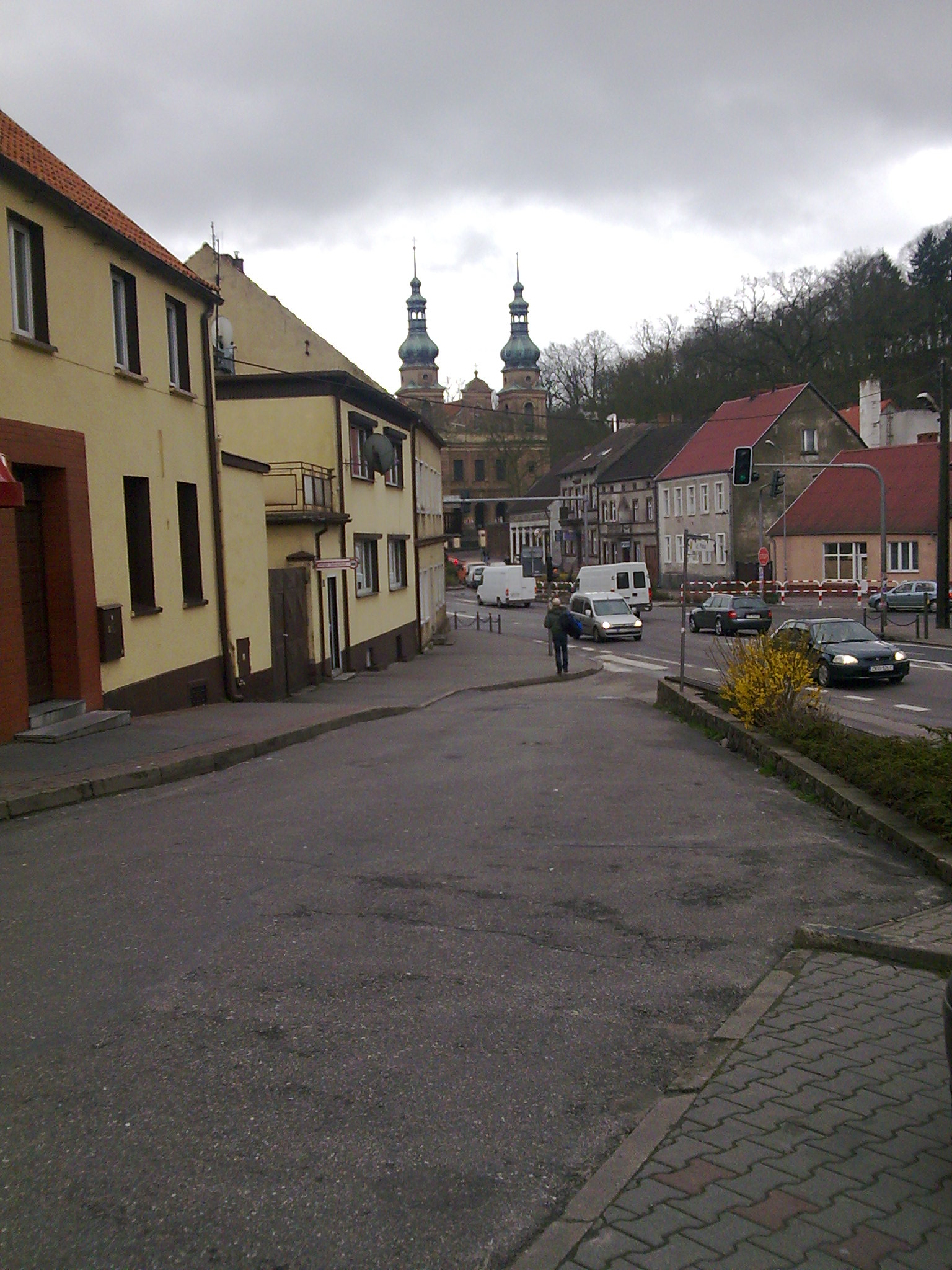
Straßenzug bei Stadtmitte (2008)

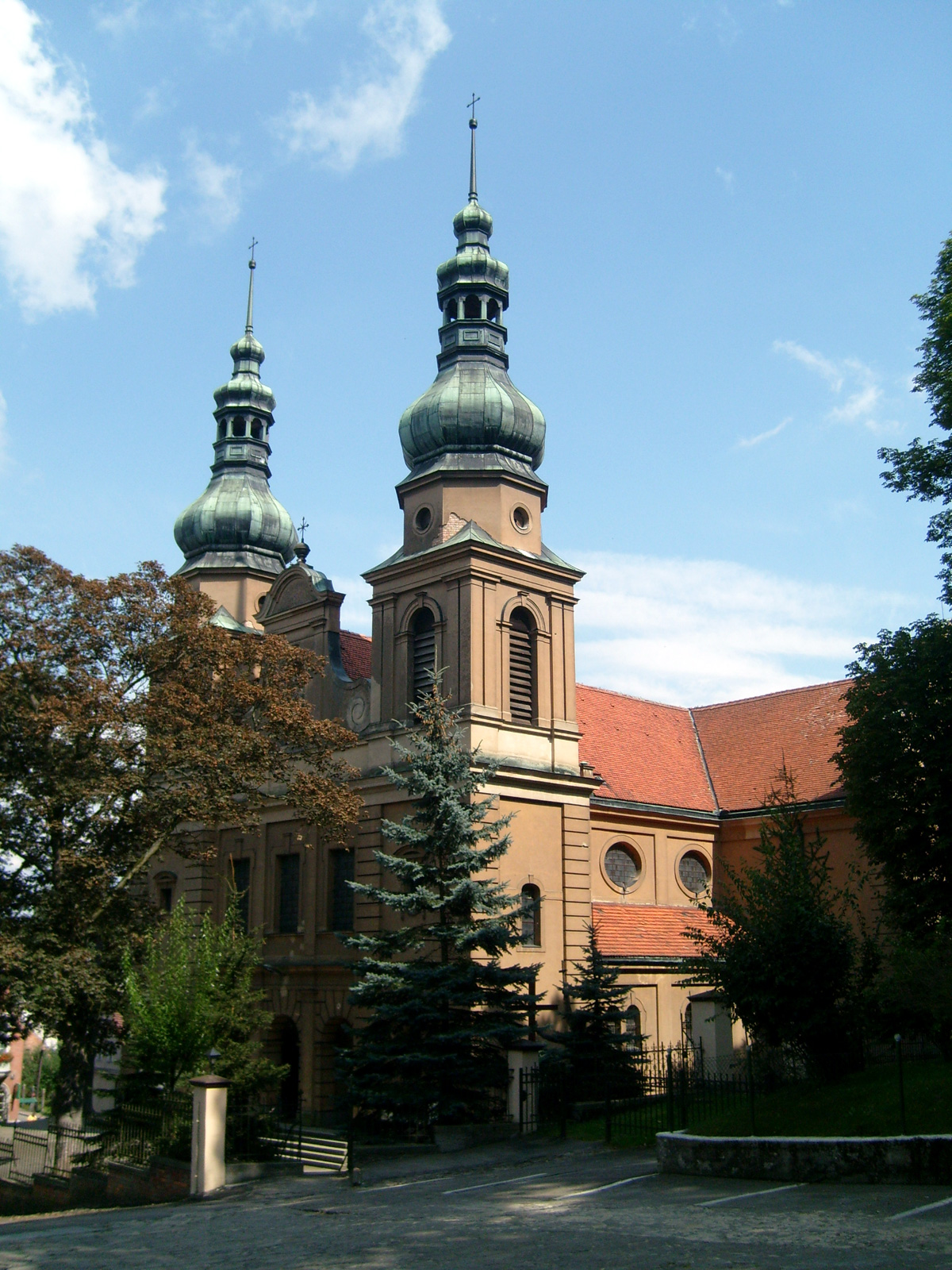
Römisch-katholische Kirche St. Nikolaus

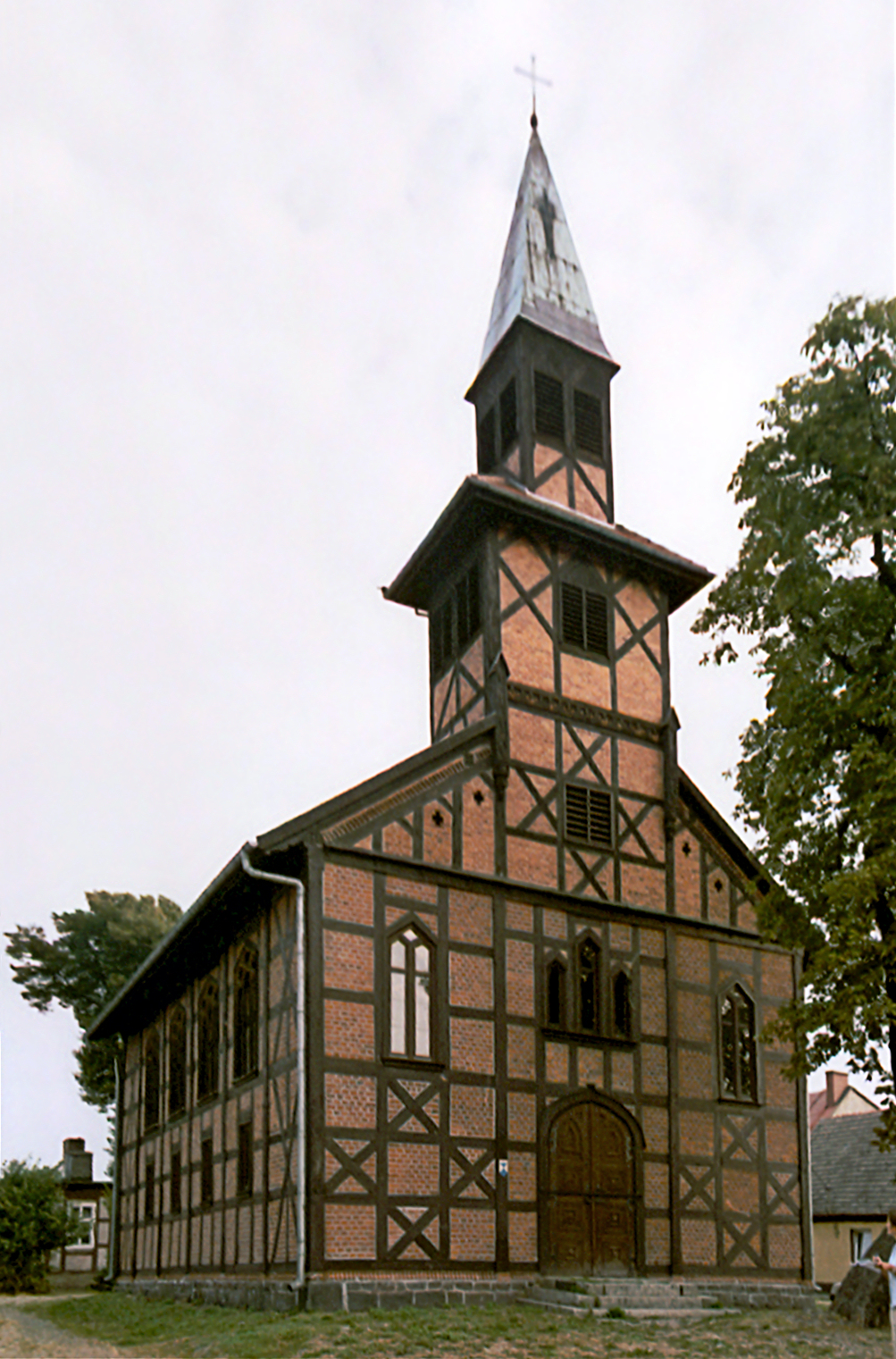
Evangelische Kirche (2005), erbaut 1850–1852

Die Kleinstadt Usch ist einer der ältesten Orte im Netzebruch, einem Grenzgebiet zwischen dem historischen Herzogtum Pommern und Polen. Der Ortsname, der in zahlreichen ähnlichen Varianten vorkommt, ist slawischen Ursprungs und bedeutet so viel wie Mündung. Urkundlich erwähnt wurde der Ort bereits im 11. Jahrhundert. Auf dem Schlossberg bei der Stadt stand früher ein befestigtes Schloss, von dem bereits gegen Ende des 18. Jahrhunderts kaum noch Spuren sichtbar waren. Es soll bereits im 11. Jahrhundert bestanden haben und befand sich Anfang des 12. Jahrhunderts im Besitz der polnischen Herzöge. Neben der Burganlage entstand eine kleine Ansiedlung. Im Jahr 1108 wurde das Schloss von den Pommern eingenommen, jedoch von Herzog Boleslaw III. Schiefmund zurückerobert. Anschließend diente die Burg als Starostensitz. Während der Zerwürfnisse zwischen den polnischen Herzögen eroberte am 9. Oktober 1223 Władysław Odonic mithilfe der Pommern die Burg. Zwar belagerte anschließend sein Onkel Władysław III. Dünnbein mit der Macht Großpolens die Burg, doch gelang es Władysław Odonic, die Festung zu halten. Das Schloss stand seit 1296 mehrere Jahrzehnte lang im Besitz der schlesischen Herzöge.
1376 befand sich Friedrich von Wedel im Besitz der Herrschaft Usch (damals Uszcze). 1413 stellte König
Władysław II. Jagiełło die Stadt Usch anderen Städten gegenüber – insbesondere Posen – rechtlich gleich und verlieh ihr Magdeburger Recht. Über Strafsachen richtete nun ein Vogt, der ebenfalls Magdeburger Recht unterworfen war. Zwar war Usch eine freie Stadt, doch konnte sie vom König verpfändet werden. Usch gelangte so in Pfandbesitz von Peter Kordebok. 1430 erhielt Martin von Slawsko von König Władysław die Genehmigung, Kordebok die Pfandrechte abzukaufen und seinerseits in Besitz von Usch zu treten. 1469 war Stanislaus Wantrobka der Pfandinhaber und Besitzer von Stadt und Vogtei Usch.
1489 erhielt der Posener Palatin Matthias von Bnin, ein Abkömmling der Familie Górka, einen Teil der Vogtei. 1518 sagte König Sigismund I. der Alte dem Hieronymus von Bnin, ebenfalls ein Górka, zu, ihn auf Lebenszeit im Besitz von Usch zu belassen und erteilte ihm auch die Genehmigung, von den Kindern des Erbvogts Matthias Krywods den Rest der Vogtei zu erwerben.  Die Familie Górka befand sich noch bis nach Mitte des 16. Jahrhunderts und wohl bis zu ihrem Erlöschen im Besitz von Usch. Anschließend war Usch Sitz eines Starosten.
Während des Zweiten Nordischen Kriegs lagerte im Juli 1655 ein polnisches Heer von 15.000 Mann in Usch, um die Schweden daran zu hindern, die Netze zu überqueren. Am 14. Juli begann der schwedische Heerführer damit, Maßnahmen einzuleiten, um in der Schlacht von Ujście den Übergang über die Netze zu erzwingen. Angesichts der militärischen Überlegenheit der Schweden ergaben sich jedoch die befehlshabenden polnischen Adligen am 25. Juli ohne größere Kampfhandlungen und unterwarfen sich dem schwedischen König Karl X. Gustav. Einen Lageplan zu der Schlacht, die auch eine Skizze des Städtchens Usch (Oppidum Oustzie) enthält, gab Samuel von Pufendorf an. Nach dem schwedischen Sieg lagerte anschließend ein größeres schwedisches Heer in Usch.
Im Zuge der Ersten Teilung Polens 1772 kam die Stadt zu Preußen. Sie befand sich zu dem Zeitpunkt in schlechtem Zustand; von 103 Feuerstellen lagen zehn wüst. Den Katholiken stand die Dorfkirche zur Verfügung. Evangelische benutzten einen Raum im Rathaus als Betstube. Auf der gegenüberliegenden Seite der Netze wurde an der Mündung der Küddow in einer Kaserne eine preußische Garnison mit einer Schwadron Husaren stationiert. 1788 gab es in Usch 112 Häuser.

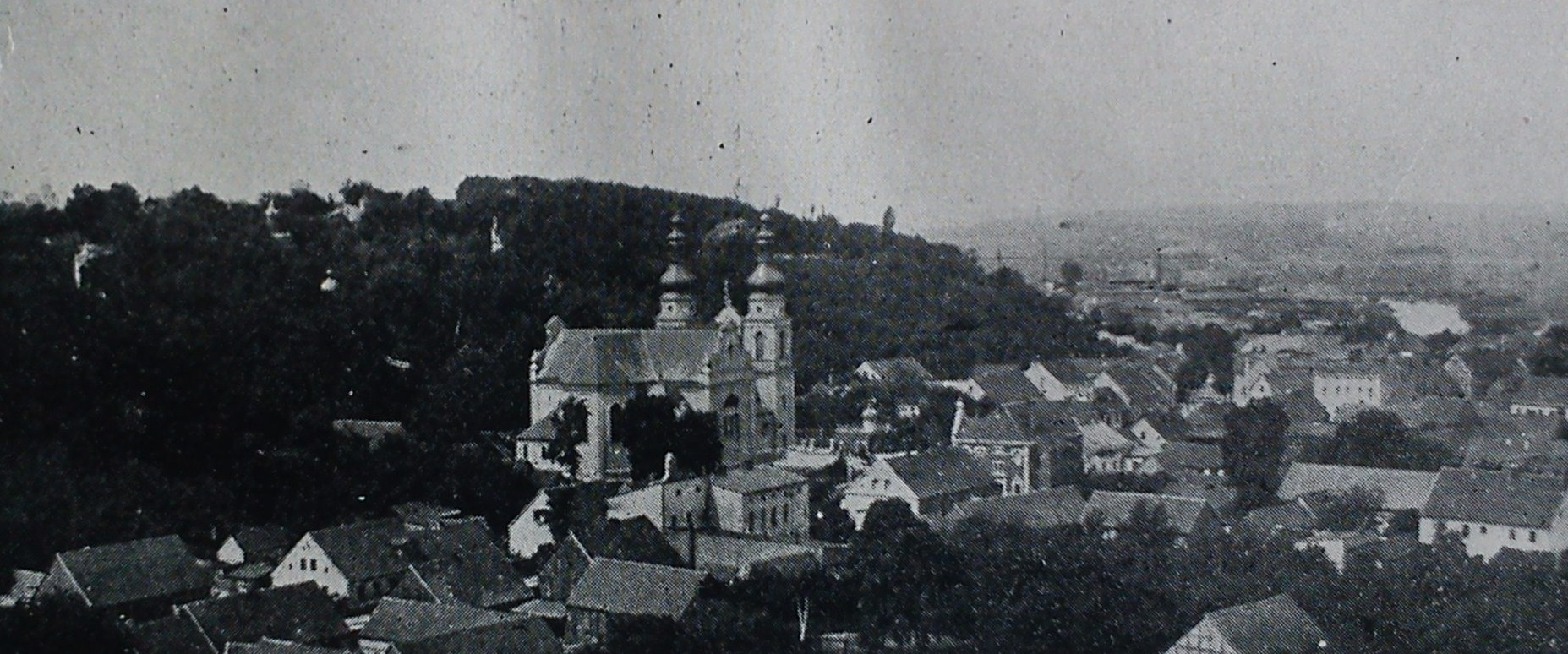
Stadt Usch um 1910

Usch wurde 1818 dem preußischen Kreis Chodziesen zugeordnet, der über das Ende des Ersten Weltkriegs hinaus bis 1919 existierte. Aufgrund der Bestimmungen des Versailler Vertrags musste der größte Teil des Kreisgebiets, darunter auch Usch, 1920 an die Zweite Polnische Republik abgetreten werden. Im Oktober 1939 besetzte die deutsche Wehrmacht die Region, und das Kreisgebiet wurde völkerrechtswidrig dem Deutschen Reich einverleibt. Gegen Ende des Zweiten Weltkriegs besetzte die Rote Armee das Gebiet, und die Stadt Usch wurde der polnischen Verwaltung übergeben. Soweit die deutschen Bewohner nicht vor Eintreffen der Kriegsfront geflohen waren, wurden sie in der Folgezeit von der örtlichen polnischen Verwaltungsbehörde vertrieben.

### Demographie
| Jahr | Einwohnerzahl | Anmerkungen |
| ---- | ------------- | --- |
| 1783 | 0580          | (ohne Militärpersonen) darunter 65 Evangelische und 19 Juden |
| 1788 | 0693          | [ 2 ] |
| 1802 | 0803          | [ 5 ] |
| 1816 | 0615          | darunter 477 Katholiken, 79 Evangelische und 59 Juden; nach anderen Angaben 755 Einwohner, davon 303 Evangelische, 403 Katholiken, 49 Juden                                               |
| 1821 | 0910          | in 120 Privatwohnhäusern |
| 1826 | 1020          | in 118 Häusern |
| 1837 | 1397          | [ 2 ] |
| 1861 | 2269          | [ 2 ] |
| 1867 | 2144          | am 3. Dezember |
| 1871 | 2144          | darunter 840 Evangelische, 1140 Katholiken, 160 Juden (990 Polen); nach anderen Angaben 2138 Einwohner, darunter 755 Evangelische, 1244 Katholiken, 139 Juden                             |
| 1875 | 2144          | [ 9 ] |
| 1880 | 2130          | [ 9 ] |
| 1905 | 2336          | meist Katholiken |
| 1910 | 2438          | am 1. Dezember, davon 1528 mit deutscher Muttersprache (689 Evangelische, 794 Katholiken, zwei sonstige Christen und 43 Juden) und 898 mit polnischer Muttersprache (sämtlich Katholiken) |

| Jahr | Einwohner | Anmerkungen |
| ---- | --------- | ----------- |
| 2014 | 3816      |             |
| 2019 | 3695      | im Juni     |

## Städtepartnerschaften
Seit 1996 besteht eine Städtepartnerschaft zum mecklenburgischen Kurort Krakow am See.

## Söhne und Töchter der Stadt
- Hugo Simon (1880–1950), deutscher Bankier und Politiker
- Konrad Skrentny (1894–1955), deutscher Politiker

## Wirtschaft und Verkehr
Die Stadt ist einer von 22 Standorten der Ardagh Glass Group zur Herstellung von Behälterglas in Europa. Ujście hatte einige Bahnhöfe und hat noch Anschlüsse an der nur noch im Güterverkehr betriebenen Bahnstrecke Bzowo Goraj–Piła.

## Gmina Ujście
Die Stadt-und-Land-Gemeinde Ujście hat 8000 Einwohner, die auf einer Fläche von 126 Quadratkilometern leben. Die Fläche entspricht 9,94 Prozent der Gesamtfläche des Powiat Pilski und wird zu 29 Prozent forstwirtschaftlich und zu 62 Prozent landwirtschaftlich genutzt.
Nachbargemeinden sind: Chodzież (Kolmar in Posen), Czarnków (Czarnikau), Kaczory (Erpel), Trzcianka (Schönlanke) und die Stadt Piła (Schneidemühl).